# Boeing 757
O Boeing 757 é um avião de porte médio, narrow-body, bimotor, desenvolvido e fabricado pela empresa norte-americana Boeing, de 1981 a 2004, com 1050 unidades produzidas.
As versões para passageiros do 757 podem transportar de 186 a 279 passageiros e possuem alcance máximo de 3 100 a 3 900 milhas náuticas (5 900 a 7 200 km), dependendo da variante e configuração de assentos.
O Boeing 757 foi produzido em dois comprimentos de fuselagem: o original 757-200, que entrou em serviço em 1983, e o 757-300, que entrou em serviço em 1999. Versões cargueiras do 757-200, o 757-200BCF e o 757-200SF, também foram produzidas.
Lançado com pedidos da Eastern Air Lines e British Airways em 1978, o Boeing 757 substituiu o anterior narrow-body Boeing 727, trijato, em rotas curtas e médias. O 757 foi concebido e projetado em conjunto com o Boeing 767, uma aeronave wide-body bimotora com a qual compartilha características do projeto e cockpit para dois tripulantes. As similaridades na operação entre as duas aeronaves permitiram aos pilotos obterem um certificado tipo único para operar ambos os jatos, após o término de um curso de transição. Após sua introdução, o 757 se tornou comumente utilizado por vários operadores nos Estados Unidos e Europa, e particularmente com as empresas cargueiras americanas e europeias que realizam voo charter. O 757 também foi adquirido para uso governamental, militar, e transporte VIP.
A produção do 757 se encerrou no dia 28 de outubro de 2004. A última aeronave foi entregue à Shanghai Airlines, em 28 de novembro de 2005. Um total de 1 030 Boeing 757 estavam em serviço ao mês de julho de 2010, tendo a Delta Air Lines a maior frota do modelo.

## Desenvolvimento

### Primeiros passos
Na década de 1960, o Boeing 727 se tornou o jato mais vendido até aquela data, com mais de 1 000 vendas. O 727 foi um trijato narrow-body que operou e ainda opera rotas de curta e média distância, e teve um particular sucesso no mercado doméstico dos Estados Unidos. Na década de 1970, a Boeing já considerava alguns planos para melhorar o projeto de sua mais variante mais popular do 727, a versão para 189 passageiros, 727-200. Duas abordagens foram consideradas: um 727-300 alongado, e um novo projeto em desenvolvimento, codinome 7N7. Junto ao desenvolvimento do mesmo, havia um projeto paralelo de codinome 7X7, ambos estudos almejando alcançar e utilizar novos materiais e avanços nos grupos motopropulsores nas indústrias da aviação civil. O 7N7 foi planejado como um narrow-body bimotor, enquanto o 7X7, que eventualmente se tornou o 767, foi planejado para ser um wide-body de tamanho médio. O 727-300 nunca recebeu interesse suficiente para proceder no projeto, de forma que o 7N7 se tornou uma dúvida quanto à forma como substituir o 727. As empresas aéreas estavam particularmente interessadas em uma nova tecnologia de motores, peso reduzido, aerodinâmica melhorada, e custo operacional reduzido, o que foi prometido pelo conceito do 7N7.
Em 1978, os estudos do Boeing's 7N7 se concentraram em duas variantes: um 7N7-100 com assentos para 160 passageiros, e um 7N7-200 com capacidade para mais de 180 passageiros. Estes estudos retiveram a configuração de cauda em "T" do 727 juntamente com o corredor único e layout narrow-body, adicionando novas e avançadas asas e novos motores. A configuração narrow-body foi reconhecida por oferecer o menor gasto de combustível por passageiro-quilômetro do que qualquer outra aeronave de linha aérea. Em 31 de Agosto de 1978, o 7N7 recebeu seu primeiro pedido quando a British Airways e a Eastern Airlines anunciaram a compra totalizando 40 aeronaves para a versão -200. Estes pedidos foram formalmente assinados em Março de 1979, ao tempo em que a Boeing o designou como Boeing 757. O projeto mais curto, -100, que falhou ao atrair clientes, foi deixado de lado, com o seu papel eventualmente ser feito pelo 737-300 e 737-400.

### O projeto

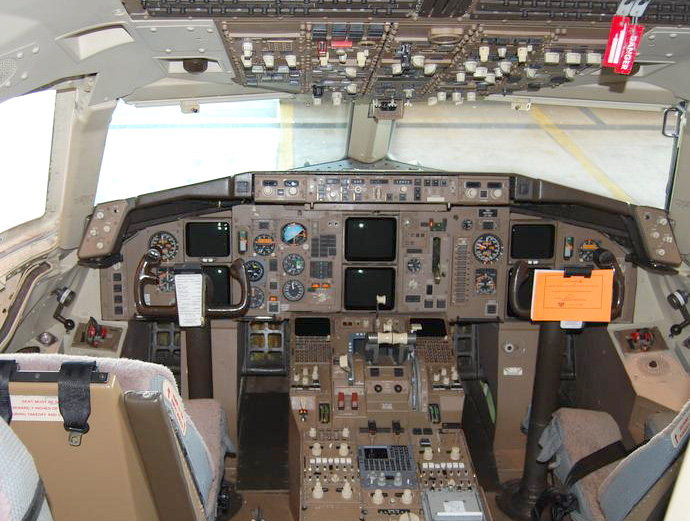
Cockpit para dois tripulantes de um 757-200 da American Airlines

Na maior parte de seu desenvolvimento, o 757 ainda reteve a configuração de cauda em "T" do 727, combinado com motores sob as asas, mas uma cauda convencional foi adotada de última hora, um ano após o primeiro pedido de uma empresa aérea. Inicialmente, o projeto também reteve a fuselagem frontal e o cockpit do 727, mas de forma que o projeto ia se desenvolvendo, o 757 deixou de ter elementos compartilhados do 727 e incorporou novos e avançados sistemas e características. O nariz do 757 e a seção do cockpit tornou a ter elementos do projeto compartilhados pelo 767. O 757 ainda possuía o mesmo diâmetro da parte de cima da fuselagem do Boeing 707, 727, e do Boeing 737. Os aumentos do peso máximo de decolagem do 757 permitiu ao mesmo cumprir um melhor desempenho em altas altitudes e temperaturas.
O 757 e o 767 foram projetados para possuírem cockpits e características de operação em comum. O 757 foi desenhado com sistemas configurados similarmente, instrumentação compartilhada, aviônicos e FMS iguais às do 767. Devido ao seu projeto compartilhado, após um rápido curso de transição, os pilotos habilitados ao 757 também estariam qualificados para o 767 e vice e versa. A British Airways e a Rolls-Royce inicialmente pressionaram a indústria aeronáutica britânica a construir asas para o 757, mas isto não chegou a ocorrer.

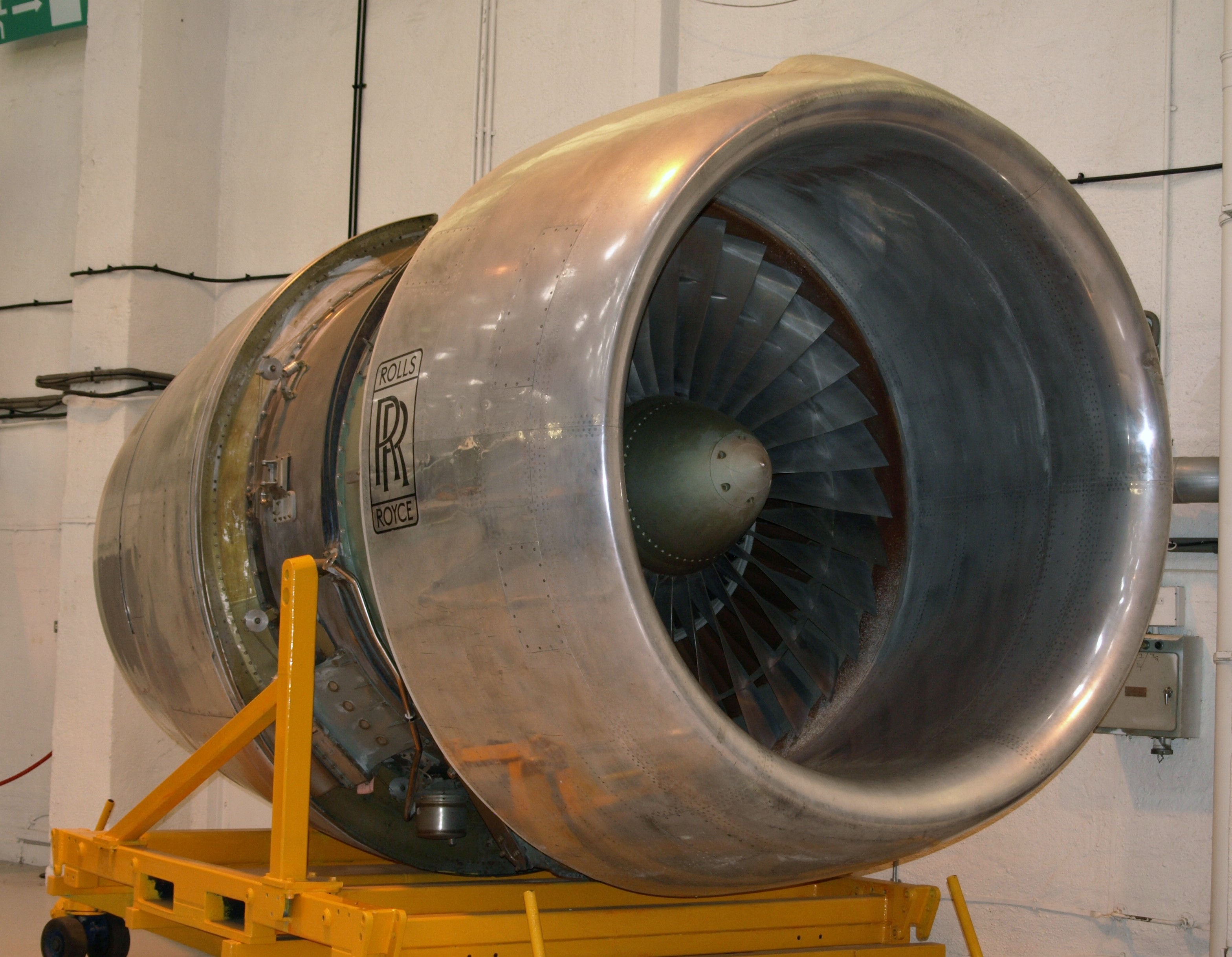
Rolls-Royce RB211

O 757 foi a primeira aeronave da Boeing lançado com motores produzidos fora dos Estados Unidos, com os primeiros pedidos sendo para o Rolls-Royce RB211-535C. A Pratt & Whitney ofereceu o PW2000, lançado pela Delta Air Lines. Logo, a General Electric também ofereceu um grupo motopropulsor para o programa, o CF6-32, mas foi eventualmente abandonado devido à demanda insuficiente. O RB211-535E4 logo substituiu o 535C como o principal motor da Rolls-Royce no 757. Com a variante -100 estava atraindo pouco interesse, o projeto primário do 757 ofereceu aos clientes primariamente o modelo -200, com a opção de escolher a motorização, e se era de capacidade regular de combustível ou de maior alcance (modelo ER).

### Produção e serviço

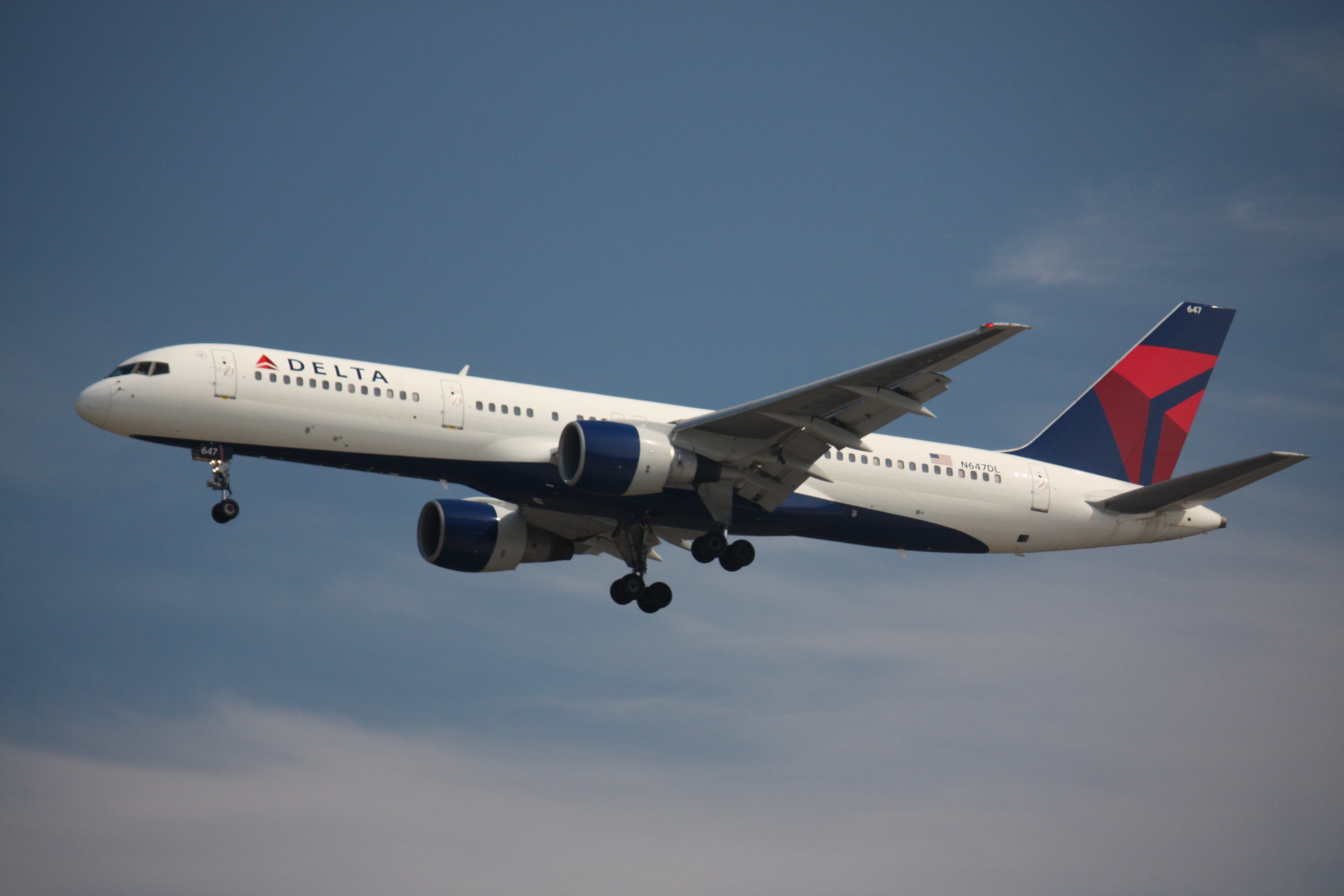
Delta Air Lines possui a maior frota de 757 atualmente

O primeiro Boeing 757 saiu dos hangares da Boeing em Renton, Washington no dia 13 de Janeiro de 1982, e realizou seu voo inaugural em 19 de Fevereiro do mesmo ano. A aeronave protótipo foi equipada com motores Rolls-Royce RB211, marcando a primeira vez que um motor estrangeiro foi utilizado em uma aeronave da Boeing. Cinco aeronaves foram utilizadas no programa de teste de voo, o que trouxe à Boeing um total de 1 250 horas de voo no programa do 757. Finalizados os testes e a certificação, o primeiro 757 foi entregue à Eastern Air Lines em 22 de Dezembro de 1982, aproximadamente quatro meses após as primeiras entregas do 767. A Eastern Air Lines colocou a aeronave em serviço comercial no dia 1 de Janeiro de 1983, seguida pela British Airways em 9 de Fevereiro de 1983. Como um dos clientes lançadores do modelo, a British Airways operou o 757 por mais tempo que qualquer outro operador, mas irá retirar suas últimas 3 aeronaves de serviço em Novembro de 2010, momento em que a Monarch Airlines iniciará operações com estas aeronaves. A British Airways repintou seu último 757 (G-CPET) em uma pintura 'retro' especial em 4 de Outubro de 2010, para combinar com o esquema de cores que introduziu o 757 em serviço no ano de 1983, para celebrar a retirada dessas aeronaves da frota da empresa, após 27 anos de serviço.
O 757 é utilizado em rotas domésticas com grande densidade de passageiros, bem como rotas transatlânticas entre a América do Norte e a Europa. A maioria dos 757 estão em serviço nos transportadores americanos (64% das aeronaves em serviço em Julho de 2007), sendo a Delta Air Lines e a American Airlines a primeira e a segunda maior operadora do tipo, respectivamente. Anteriormente a Julho de 2007, a American Airlines era a maior operadora, utilizando um total de 141 757.

## Design

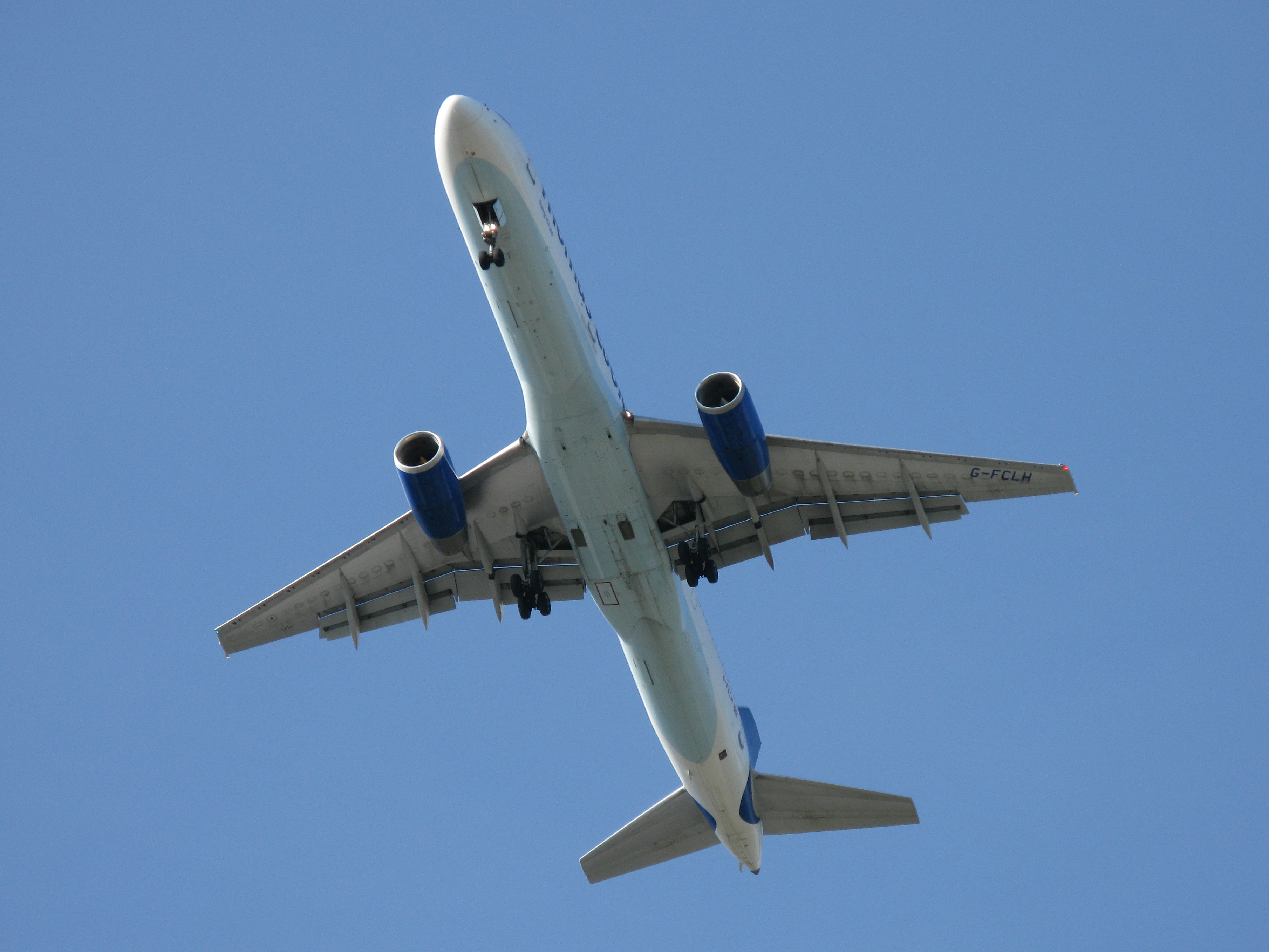
Visão planiforme de um 757-200 da Thomas Cook Airlines.

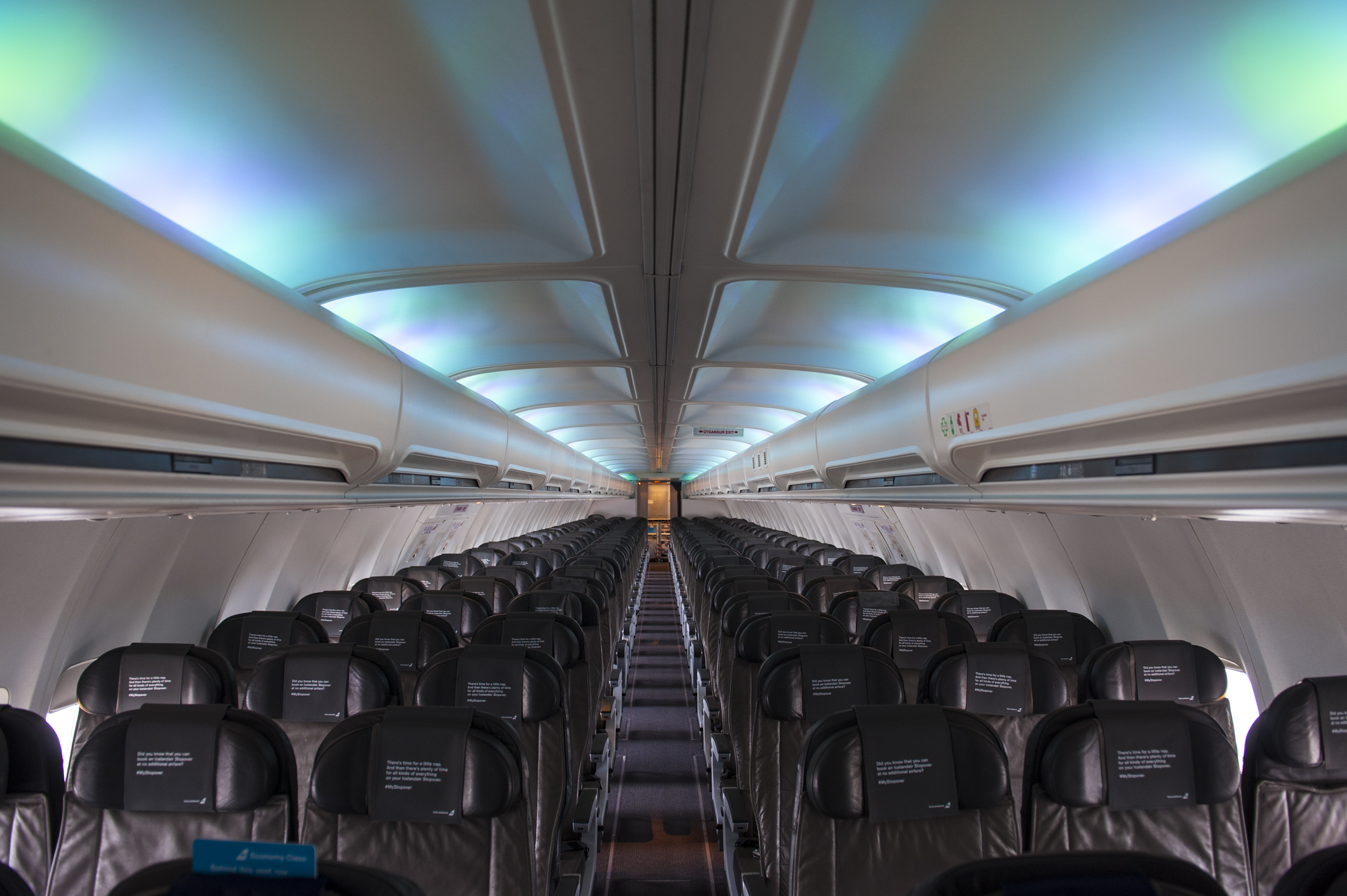
Interior de um 757 na configuração 3-3.

O Boeing 757 é um monoplano de asa baixa, cantilever, com uma cauda convencional com um único estabilizador vertical e leme. Possui dois trens de pouso principais com quatro rodas cada e um trem de pouso no nariz. A asa possui um ângulo negativo de 25 graus, e a aeronave otimizada para obter uma velocidade de cruzeiro de Mach 0.8.
Para propósitos de separação de tráfego aéreo, a FAA requer uma separação maior atrás do 757 que qualquer outra aeronave da mesma categoria, por causa da intensidade de sua esteira de turbulência. Devido ao projeto de seus flaps, que ao contrário da maioria dos grandes jatos que normalmente têm seus flaps divididos em dois, o do 757 é uma peça única, o que acaba gerando uma esteira de turbulência fatidicamente maior e mais forte que a dos outros aviões. Há relatos de pilotos que estavam na aproximação de um aeroporto em que um Boeing 757 havia pousado alguns minutos antes e, mesmo assim, foram atingidos por sua esteira de turbulência, resultando na execução do procedimento de arremetida. A esteira de um A380 ou B747 se desfaz em média de 3 minutos por onde o avião passou, a esteira de turbulência do Boeing 757 demora um pouco mais para se desfazer.
O desenho do cockpit do 757-200, compartilhado com o 767, utiliza seis telas CRT da Rockwell Collins para mostrar a instrumentação de voo através de equipamentos eletrônicos. As telas são utilizadas para o EFIS (Sistema de Instrumentos Eletrônicos de Voo), indicação de parâmetros dos motores e do EICAS, assumindo o papel do engenheiro de voo.
O 757-200 introduziu um interior que se tornou padrão em todas as aeronaves narrow-body da Boeing (incluindo os clássicos do modelo Boeing 737) até o lançamento do 737NG (Next Generation), que trouxe um interior renovado, emprestando elementos do estilo do Boeing 777. O interior do 757 oferece um layout de até seis assentos na mesma fileira (3+3) com um único corredor central. O 757 poderia ser comprado com a opção de quatro portas de cada lado, ou três portas mais quatro janelas de saídas de emergência sobre as asas.

### Instalação de winglet

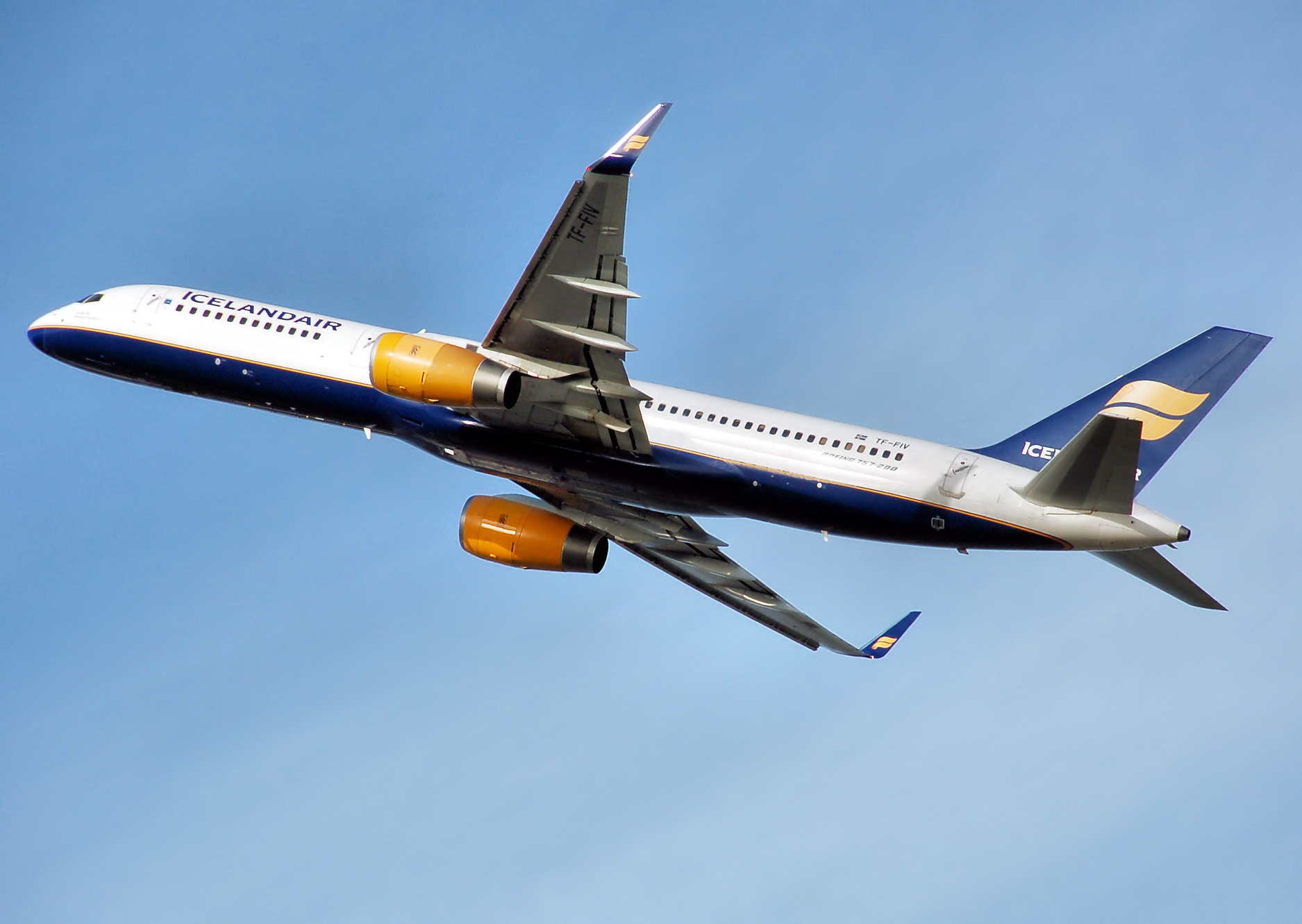
757-200WL da Icelandair com winglets.

Os elevados preços de combustível se tornaram um fator determinante para as empresas aéreas melhorarem a eficiência em uso de combustível de sua frota. Um 757-200 da American Airlines consumia US$ 4 153 de querosene para voar de St. Louis até São Francisco em 2004; em 2008, o valor da mesma quantidade de combustível gasto nessa rota, era de US$ 14 676 Uma forma de melhorar a eficiência de uma aeronave é reduzindo o arrasto induzido instalando winglets. Apesar da produção da aeronave ter cessado, os winglets estão disponíveis pela Aviation Partners Inc. de forma a aumentar a eficiência do combustível e alcance da aeronave. Um detalhe interessante a ser levado em conta é que os winglets exigem dos pilotos um cuidado maior nas manobras em solo, pois podem facilmente ser danificados se forem esbarrados em outras partes de outras aeronaves ou postes de infraestrutura, além de que são caros de se substituir.

## Variantes
O 757 teve algumas variantes, entre elas, o 757-200, apresentado em 1979, e entrou em serviço em 1983. O 757-300 foi anunciado em 1996 e entrou em serviço em 1999.

### 757-200

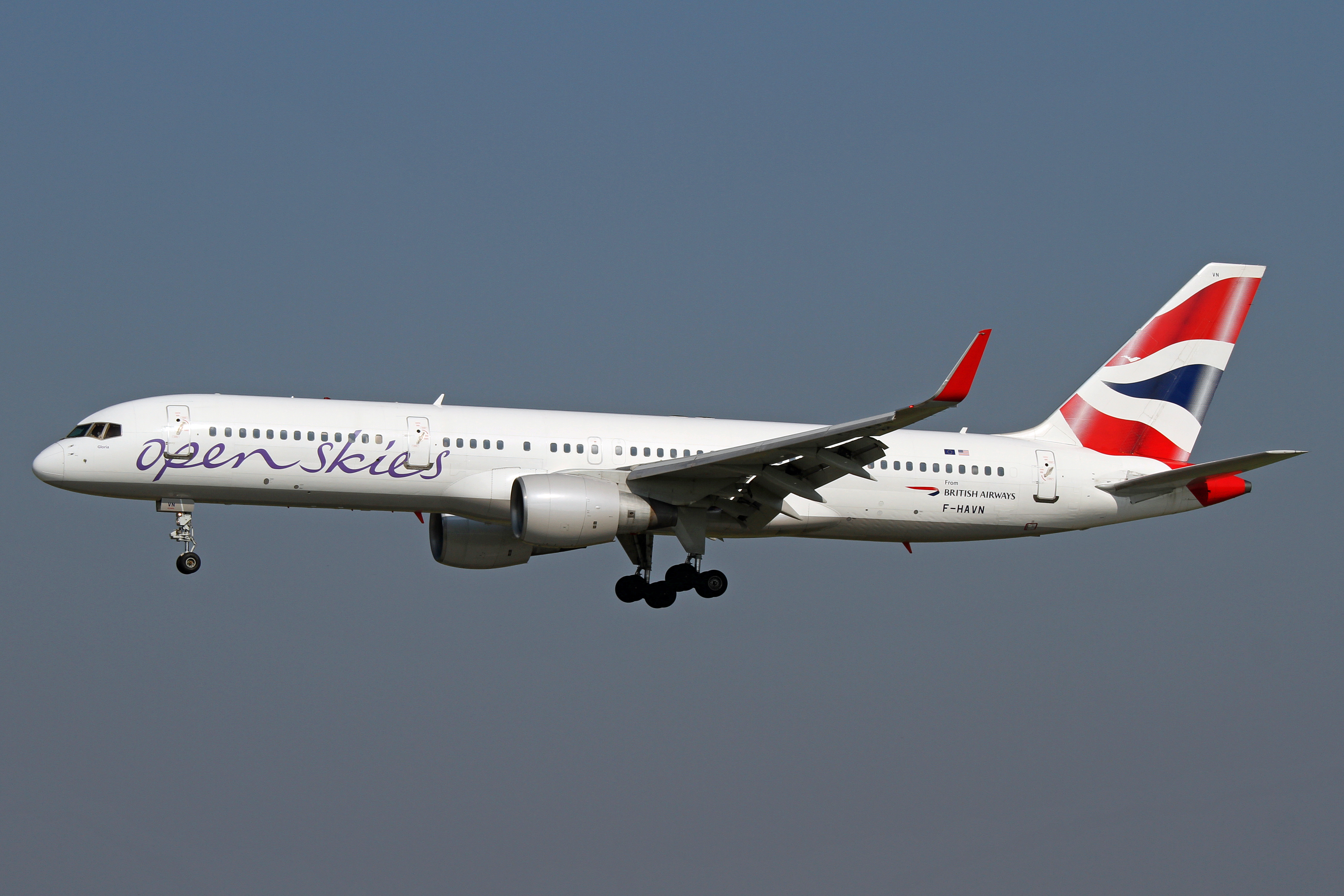
757-200.

O 757-200, foi responsável pela maioria das vendas do modelo. Esta versão pode carregar até 239 passageiros em uma única classe. Foi o principal sucessor do Boeing 727.

### 757-200F

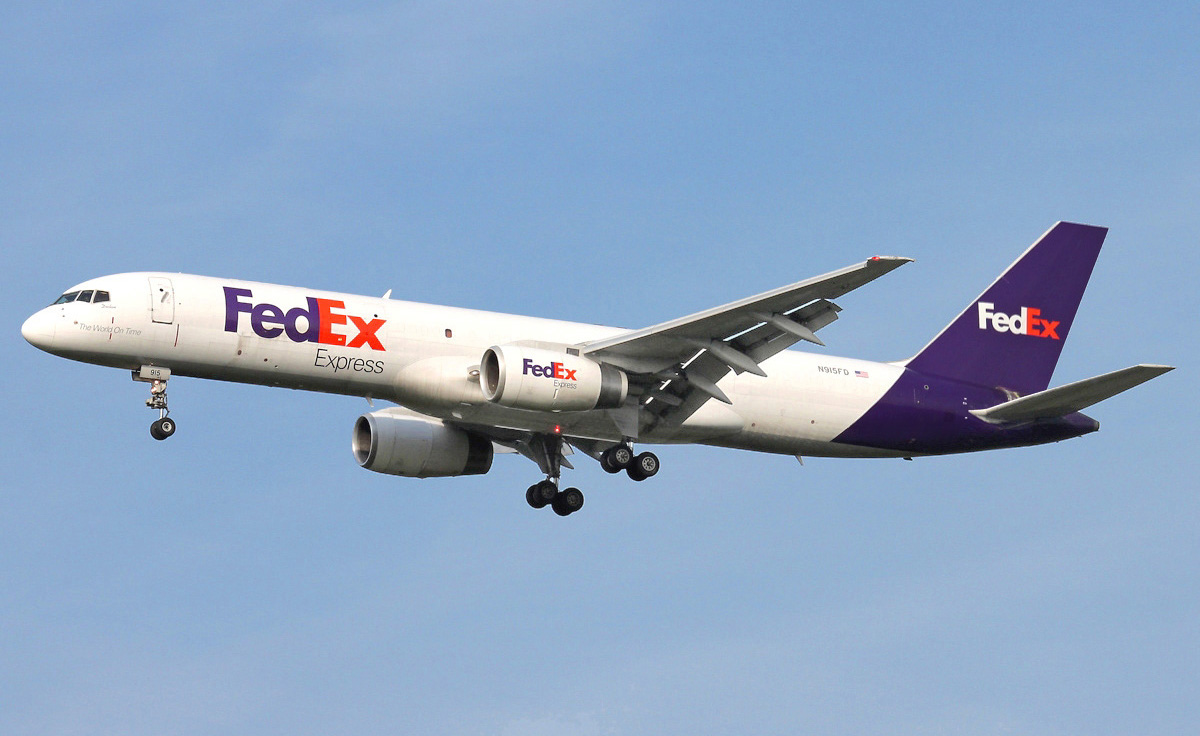
757-200F.

A Boeing ainda lançou uma versão cargueira, em 1985, chamada de 757-200F. A primeira empresa operadora do modelo foi a UPS. O 757F não possui janelas ou portas no interior da aeronave. Uma grande porta foi instalada na parte dianteira da aeronave. A tripulação embarca em uma porta exatamente ao lado da cabine dos pilotos. Pode carregar 15 pallets.
Muitos 757-200s foram convertidos para 757-200 SF (Special Freighters), a maioria pela DHL. A conversão envolve a instalação de uma porta na dianteira e a esquerda da aeronave, e a remoção de todos os artigos necessários para carregar passageiros.

### 757-300

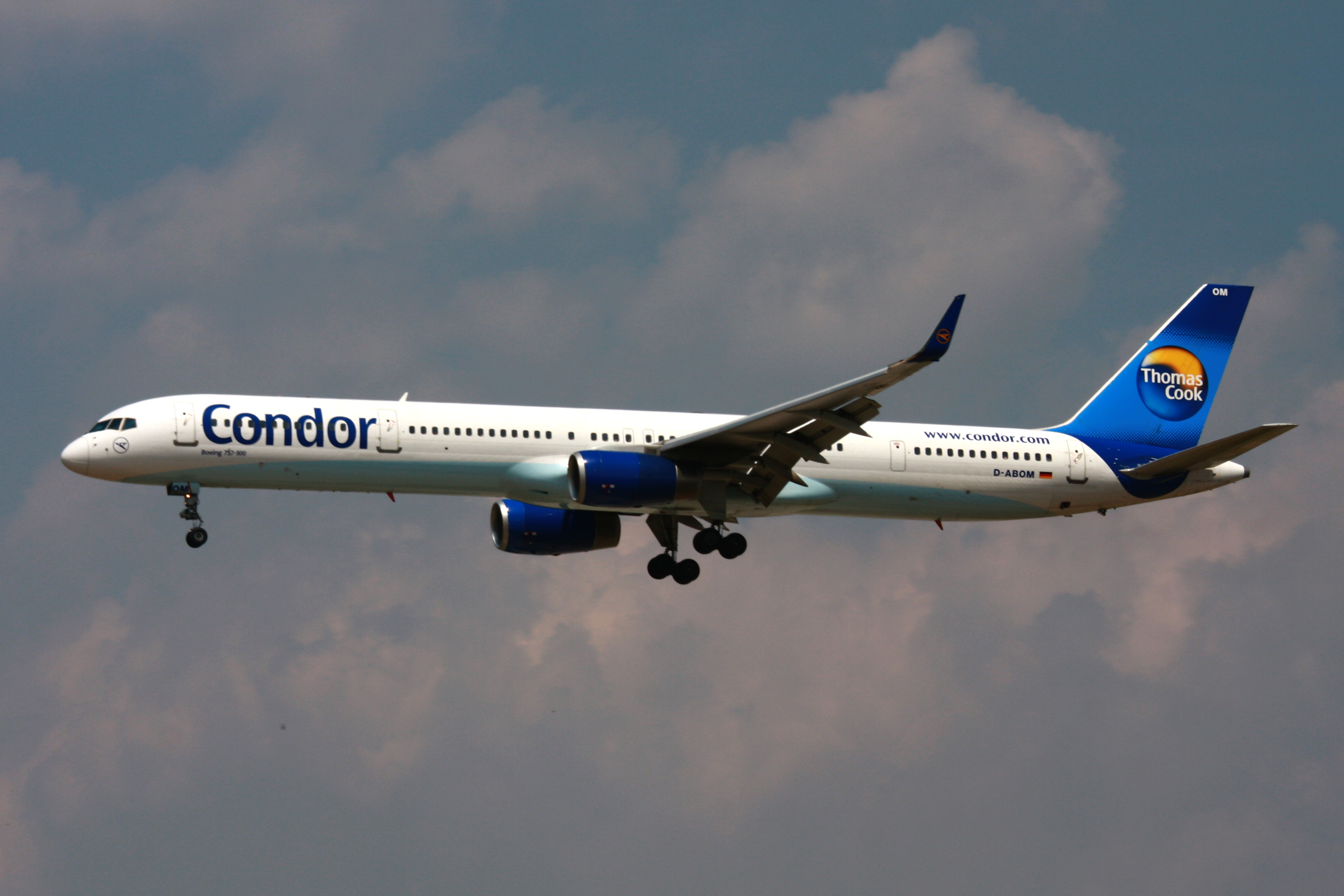
757-300.

Esta versão é 7,15 metros mais comprida que o original -200. O 1º voo foi em Agosto de 1999. Tem capacidade de carregar até 289 passageiros. O interior conta com aspectos do Boeing 737 Next Generation e do Boeing 777. É muito apreciado para voos charter, pela eficiência e a maior capacidade de carregar passageiros.

## Especificações
| Comprimento               | 47,32 m                                                                  | 47,32 m                                                                  | 54,47 m                                                                  | 54,47 m | 54,47 m |
| Envergadura               | 38,50 m                                                                  | 38,50 m                                                                  | 38,50 m                                                                  |         |         |
| Altura da cauda           | 13,56 m                                                                  | 13,56 m                                                                  | 13,56 m                                                                  |         |         |
| Capacidade de passageiros | 200 (2 classes) 239 (1 classe)                                           | 18 pallets                                                               | 243 (2 classes) 289 (1 classe)                                           |         |         |
| Alcance Máximo            | 7 222 km                                                                 | 5 834 km                                                                 | 6 421 km                                                                 |         |         |
| Vel. Cruzeiro             | Mach .80 (850 km/h)                                                      | Mach .80 (850 km/h)                                                      | Mach .80 (850 km/h)                                                      |         |         |
| Motores                   | 2 turbofans Rolls-Royce RB211, Pratt & Whitney PW2037, PW2040, ou PW2043 | 2 turbofans Rolls-Royce RB211, Pratt & Whitney PW2037, PW2040, ou PW2043 | 2 turbofans Rolls-Royce RB211, Pratt & Whitney PW2037, PW2040, ou PW2043 |         |         |

## Operações no Brasil

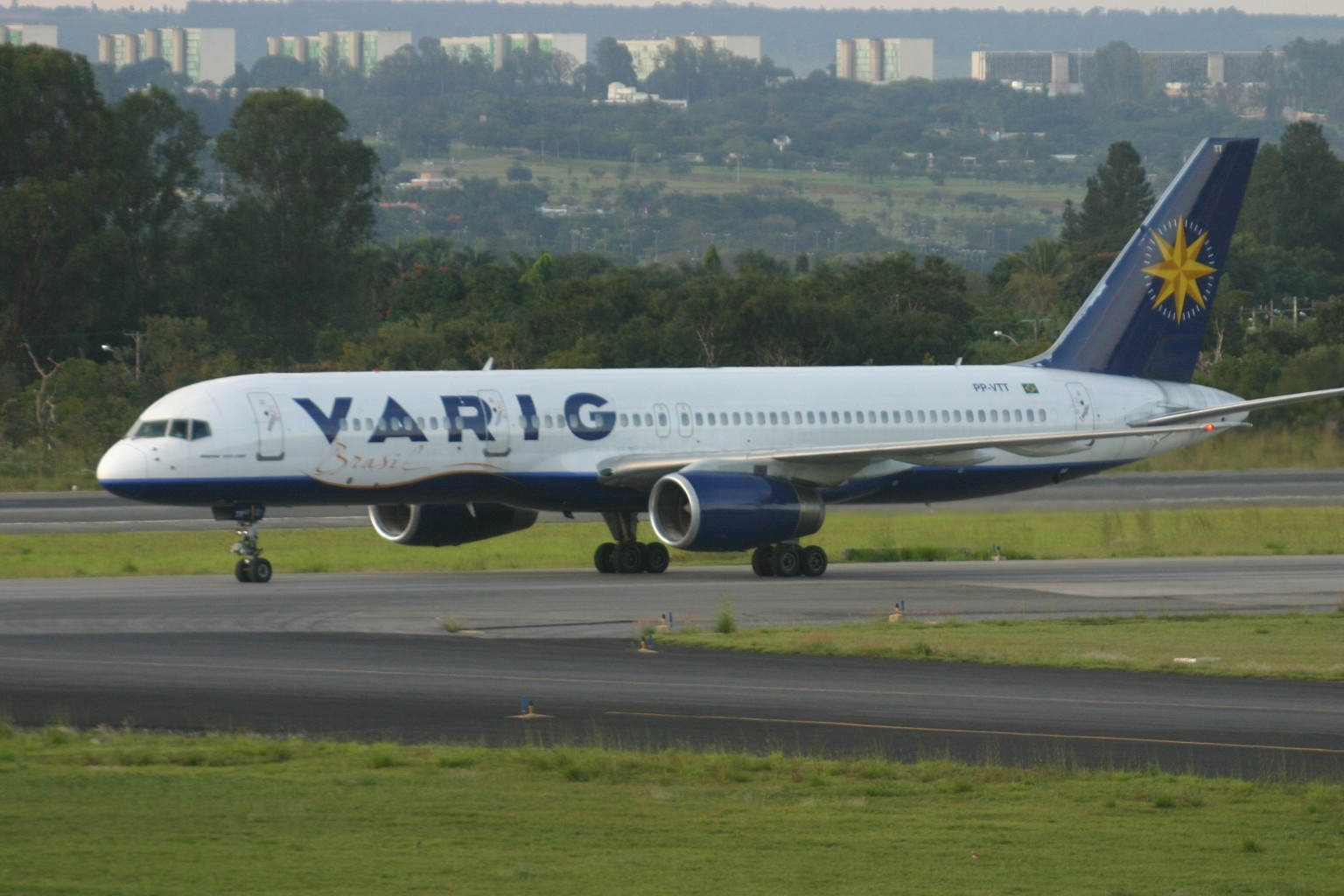
757-200 da Varig.

No Brasil, o Boeing 757 foi utilizado pelo Grupo Varig: pela Varig propriamente em sua versão de passageiros para voos principalmente na América-Latina e pela sua subsidiaria de carga Varig Log (alguns dos 757's cargueiro da Varig Log inclusive já eram da Varig, pois eram originalmente aviões de passageiros, logo depois que a Varig tomou medidas para reduzir seus custos, esses 757 foram mandados para um centro de transformação em Miami (EUA) onde foram convertidos de avião de passageiros para avião de carga e posteriormente operados pela VarigLog durante um considerável tempo, em suas rotas de médio e longo alcance, na América do Sul e na América do Norte. Também foi utilizado pela OceanAir, atual Avianca Brasil.
Em 2015, a Colt Cargo voltou com as operações do 757 no Brasil com 2 unidades, sendo uma delas ex-Varig Log.

## Iron Maiden
A banda inglesa Iron Maiden realiza suas turnês utilizando um Boeing 757 para o transporte entre as cidades. A aeronave foi apelidada como Ed Force One, uma alusão ao avião presidencial norte-americano (Air Force One) e ao mascote da banda, Eddie the Head. Bruce Dickinson, o vocalista da banda, é um dos que pilotam o aparelho, já que além de cantor ele é piloto de linha aérea na Astraeus Air, empresa que alugou o avião.
Novamente foi feita uma nova pintura da aeronave para a turnê de 2011.

## 11 de setembro de 2001

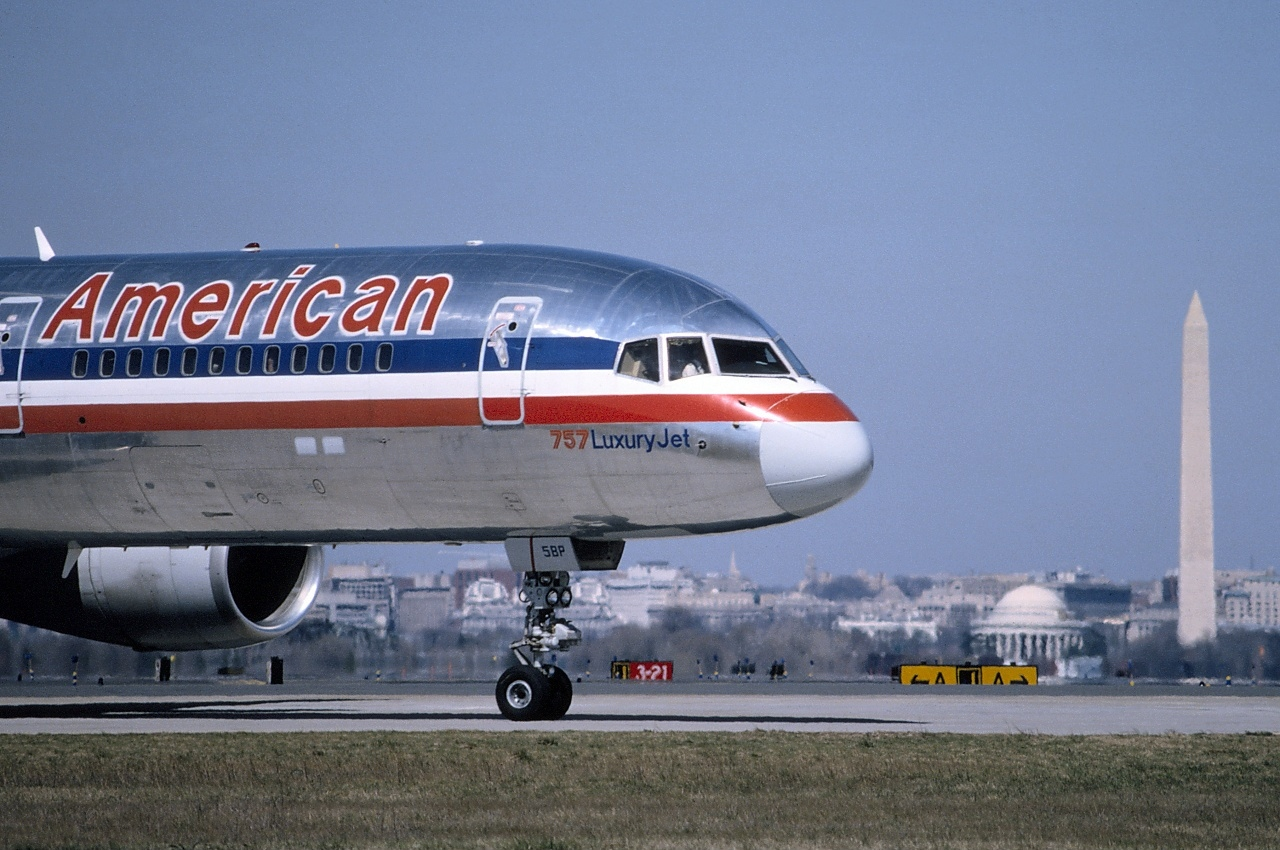
757-200 da American Airlines utilizado no ataque ao Pentágono nos ataques terroristas de 11 de setembro de 2001.

Nos ataques terroristas de 11 de setembro de 2001, foram usados dois aviões deste modelo. O voo 77 da American Airlines colidiu com Pentágono; o voo 93 da United Airlines caiu na Pensilvânia, acreditando-se que estaria destinado a colidir contra o Capitólio. O governo americano informou na ocasião que o avião que atingiu o Pentágono tinha o prefixo N644AA e evaporou com o calor provocado pela queima do combustível. No entanto, existem informações divergentes. Membros do Partido Democrata, de oposição ao partido do então presidente George W. Bush, difundem teorias, conforme arquivo na página da Democratics Community, que discordam das informações do governo americano na época, afirmando que não é possível um avião desse porte evaporar.

### Aeronaves semelhantes
- Airbus A321
- Boeing 737 MAX 9
- Tupolev Tu-204